# Istanbul Bulls 2024
Questa voce raccoglie le informazioni riguardanti gli Istanbul Bulls nelle competizioni ufficiali della stagione 2024.

## 1. Lig 2024

### Stagione regolare
| Istanbul 10 marzo 2024, ore 15:00 1ª giornata | Koç Rams | 35 – 20 | Istanbul Bulls | Koç Üniversitesi Stadyumu |

| Pursaklar 16 marzo 2024, ore 12:30 2ª giornata | Gazi Warriors | 20 – 7 | Istanbul Bulls | Pursaklar Saray Stadı |

| Ankara 7 aprile 2024, ore 14:00 3ª giornata | ODTÜ Falcons | 21 – 27 | Istanbul Bulls | ODTÜ Falcons Arena |

| Istanbul 20 aprile 2024, ore 18:30 4ª giornata | Istanbul Bulls | 7 – 13 | İzmir Halcyons | İTÜ Maslak Futbol sahası |

| Istanbul 27 aprile 2024, ore 18:00 5ª giornata | Istanbul Bulls | 16 – 14 | ITÜ Hornets | İTÜ Maslak Futbol sahası |

| Istanbul 12 maggio 2024, ore 14:00 6ª giornata | Boğaziçi Sultans | 18 – 0 | Istanbul Bulls | Anadolu Hisar Kampüsü Spor Tesisler |

| Istanbul 19 maggio 2024, ore 17:00 7ª giornata | Istanbul Bulls | 17 – 3 | Istanbul Bisons | Yenikapı Spor Tesisi |

## Statistiche di squadra
| Competizione      | %Vittorie | In casa | In casa | In casa | In casa | In casa | In casa | In trasferta | In trasferta | In trasferta | In trasferta | In trasferta | In trasferta | Totale | Totale | Totale | Totale | Totale | Totale |
| Competizione      | %Vittorie | G       | V       | N       | P       | Pf      | Ps      | G            | V            | N            | P            | Pf           | Ps           | G      | V      | N      | P      | Pf     | Ps     |
| ----------------- | --------- | ------- | ------- | ------- | ------- | ------- | ------- | ------------ | ------------ | ------------ | ------------ | ------------ | ------------ | ------ | ------ | ------ | ------ | ------ | ------ |
| Stagione regolare | .429      | 3       | 2       | 0       | 1       | 40      | 30      | 4            | 1            | 0            | 3            | 54           | 94           | 7      | 3      | 0      | 4      | 94     | 124    |
| Totale            | .429      | 3       | 2       | 0       | 1       | 40      | 30      | 4            | 1            | 0            | 3            | 54           | 94           | 7      | 3      | 0      | 4      | 94     | 124    |